# Виконт Арбатнот
Виконт Арбатнот (англ. Viscount of Arbuthnott) — наследственный титул в системе Пэрства Шотландии. Он был создан вместе с титулом лорда Инвербери 16 ноября 1641 года для сэра Роберта Арбатнота (ум. 1655).
Виконты Арбатнот являются наследственными вождями шотландского клана Арбатнот.
Семейная резиденция — Арбатнот-хаус в Арбатноте, недалеко от Инвербери в Кинкардиншире.

## Виконты Арбатнот (1641)
- 1641—1655: Роберт Арбатнот, 1-й виконт Арбатнот (ум. 10 октября 1655), сын сэра Роберта Арбатнота, 17-го лэрда Арбатнота (ум. 1633)
- 1655—1682: Роберт Арбатнот, 2-й виконт Арбатнот (1638 — 16 июня 1682), единственный сын предыдущего от первого брака
- 1682—1694: Роберт Арбатнот, 3-й виконт Арбатнот (8 октября 1663 — август 1694), единственный сын предыдущего от первого брака
- 1694—1710: Роберт Арбатнот, 4-й виконт Арбатнот (24 ноября 1686 — 8 мая 1710), старший сын предыдущего
- 1710—1756: Джон Арбатнот, 5-й виконт Арбатнот (1692 — 8 мая 1756), младший брат предыдущего
- 1756—1791: Джон Арбатнот, 6-й виконт Арбатнот (1703 — 20 апреля 1791), сын достопочтенного Джона Арбатнота из Фордона (ум. 1732), внук 2-го виконта Арбатнота, отец 7-го виконта.
- 1791—1800: Джон Арбатнот, 7-й виконт Арбатнот (25 октября 1754 — 27 февраля 1800), младший (второй) сын предыдущего от второго брака
- 1800—1860: Джон Арбатнот, 8-й виконт Арбатнот (16 января 1778 — 10 января 1860), единственный сын предыдущего. Лорд-лейтенант Кинкардиншира (1805—1847).
- 1860—1891: Джон Арбатнот, 9-й виконт Арбатнот (4 января 1806 — 26 мая 1891), старший сын предыдущего
- 1891—1895: Джон Арбатнот, 10-й виконт Арбатнот (20 июля 1843 — 30 ноября 1895), старший сын предыдущего
- 1895—1914: Дэвид Арбатнот, 11-й виконт Арбатнот (29 января 1845 — 24 мая 1914), младший брат предыдущего
- 1914—1917: Уильям Арбатнот, 12-й виконт Арбатнот (24 октября 1849 — 8 ноября 1917), младший брат предыдущего
- 1917—1920: Уолтер Чарльз Уорнер Арбатнот, 13-й виконт Арбатнот (22 октября 1847 — 9 августа 1920), единственный сын достопочтенного Уолтера Арбатнота (1808—1891), внук 8-го виконта Арбатнота
- 1920—1960: Джон Огилви Арбатнот, 14-й виконт Арбатнот (15 сентября 1882 — 17 октября 1960), второй сын предыдущего. Лорд-лейтенант Кинкардиншира (1926—1960).
- 1960—1966: Генерал-майор Роберт Кейт Арбатнот, 15-й виконт Арбатнот (21 августа 1897 — 15 декабря 1966), второй сын Джона Кэмпбелла Арбатнота (1858—1923), внук подполковника достопочтенного Хью Арбатнота (1812—1866), правнук 8-го виконта Арбатнота. Лорд-лейтенант Кинкардиншира (1960—1966)
- 1966—2012: Джон Кэмпбелл Арбатнот, 16-й виконт Арбатнот (26 октября 1924 — 14 июля 2012), старший сын предыдущего. Лорд-лейтенант Кинкардиншира (1977—1999).
- 2012 — настоящее время: Джон Кейт Оксли Арбатнот, 17-й виконт Арбатнот (род. 18 июля 1950), единственный сын предыдущего
  - Наследник: Кристофер Кейт Арбатнот, мастер Арбатнот (род. 29 июля 1977), единственный сын предыдущего
    - Наследник наследника: Александр Николас Кейт Арбатнот (род. 5 августа 2007), единственный сын предыдущего.